# Самуель Мбугуа
Самуель Мбугуа (англ. Samuel Mbugua; 1 січня 1946, Найробі, Кенія) — кенійський боксер, призер Олімпійських ігор.
Двічі, у 1968 та 1972 роках, брав участь у літніх Олімпійських іграх:
- На літніх Олімпійських іграх 1968 року в Мехіко (Мексика) переміг Джанрая Сінгха (Гаяна) і Джузеппе Мура (Італія). У чвертьфіналі поступився майбутньому олімпійському чемпіонові Валеріану Соколову (СРСР).

- На літніх Олімпійських іграх 1972 року в Мюнхені (ФРН) переміг Жирмея Габре (Ефіопія), Мунішвамі Вену (Індія) та у чвертьфіналі — Свена Еріка Паульсена (Норвегія). Від півфінального двобою з майбутнім олімпійським чемпіоном Яном Щепаньським (Польща) відмовився через отриману травму.